# 押田J・O
押田J・O（おしだ じぇいおう）は、日本の元漫画家。女性。福島県いわき市四倉町出身。

## 人物
美少女誌や同人誌をメインに活動をしており、これらの活動中にドラゴンクエスト4コマ漫画劇場シリーズを執筆した。2001年頃には読売新聞の科学記事にてイラストを担当したこともある。
公式サイトによると、最終更新日が2006年となっているプロフィールにて同人活動が20年以上と記載されているため、1986年以前から同人活動をしている。
4コマ漫画劇場の『ドラゴンクエストIV』を題材にした作品では、女勇者しか使わないと楽屋裏ページの隅に独り言として書いていた（また、できれば他のキャラクターも全員女性でいきたかったとのこと）。
女尊男卑主義者で、基本的に女性に甘く男性に厳しい性格とのことで、男性であれば許せないことでも女性であれば大抵のことは許せるらしい。
公式サイトの更新は2007年を最後に停止。現在はサイト自体が消滅している。
現在（2020年時点）の消息は不明で、交流があった漫画家の藤井博司も自身のtwitterアカウントで行方不明であると呟いており、過去に結婚歴があり再婚を事実婚にしたことにも触れている。また、最後に連絡を取った時には家賃を2カ月滞納していると発言していたなど、金銭面で困窮していた様子が窺える。

## 作品

### 連載作品
- ぷよぷよ天国（徳間書店[5]、 月刊マンガボーイズ 1994年8月号(創刊号) - 1995年8月号(廃刊号)）
- 大波動ボンバーすぺしゃる（角川書店、月刊エースネクスト 1999年3月号(創刊号) - 2000年7月号[6]）※未単行本化
- リトルカリギュラ（幻冬舎コミックス、コミックバーズ増刊GIGA69 Vol.1(2007年) - Vol.16(2009年)）※未単行本化

### 単行本
- 4コママンガ劇場シリーズ
- ぐるぐるアンジェリーク（全1巻 (株) コーエー）
- ぷよぷよRPGまんが 魔導物語 はなまる大幼稚園児（全2巻 徳間書店インターメディア）
- ぷよぷよ天国（全2巻 徳間書店[5]、マンガボーイズコミックススペシャル）

### 読み切り
- 小さな不動産やさん（COMICペンギンクラブ山賊版 2000年2月号）

### イラスト担当
- ガリレオ工房の科学あそび 家族そろって楽しめる新ワザ70選（著者:滝川洋二 実教出版）
- ガリレオ工房の科学あそび 家族そろって楽しめる新ワザ70選〈PART1〉（著者:滝川洋二 実教出版 増補改訂版）
- リューヌ伝説〈3〉死霊の谷（著者：鎌田三平 スーパークエスト文庫）
- リューヌ伝説〈4〉呪われた紋章（著者：北山崇 スーパークエスト文庫）
- リューヌ伝説〈5〉暗黒の幽霊船（著者：鎌田三平 スーパークエスト文庫）
- オリジナル伝奇ノベル「ニ楽亭へようこそ!」（必殺技練習風景なのです♪ 第6話「－暗闘－青木ヶ原樹海」第4章 その5のコミック作画）